# Asya Tavano
Asya Tavano (Údine, 6 de junio de 2002) es una deportista italiana que compite en judo.
En los Juegos Europeos de Cracovia 2023 consiguió una medalla de bronce en la prueba de equipo mixto. Ganó tres medallas de bronce en el Campeonato Europeo de Judo entre los años 2022 y 2025.
Participó en los Juegos Olímpicos de París 2024, ocupando el quinto lugar en la prueba de equipo mixto.

## Palmarés internacional
| Juegos Europeos    | Juegos Europeos         | Juegos Europeos   | Juegos Europeos |
| Año                | Lugar                   | Medalla           | Categoría       |
| ------------------ | ----------------------- | ----------------- | --------------- |
| 2023               | Krynica-Zdrój (Polonia) | Medalla de bronce | Equipo mixto    |
| Campeonato Europeo |                         |                   |                 |
| Año                | Lugar                   | Medalla           | Categoría       |
| 2022               | Sofía (Bulgaria)        | Medalla de bronce | +78 kg          |
| 2023               | Montpellier (Francia)   | Medalla de bronce | +78 kg          |
| 2025               | Podgorica (Montenegro)  | Medalla de bronce | +78 kg          |